# クレイン・クロフォード
クレイン・クロフォード（Clayne Crawford, 本名：Joseph Crawford、1978年4月20日 - ）は、アメリカ合衆国の俳優。
アラバマ州ジェファーソン郡クレイ出身。主にテレビドラマを中心に活躍、『ジェリコ 閉ざされた街』でのミッチェル・キャファティー役が高く評価された。また、『24 -TWENTY FOUR-』シーズン8でケイティー・サッコフ演じるデイナ・ウォルシュが過去に関係した「悪男」ケビン・ウェイド役を演じたほか、Rectifyの主演、人気アクション映画をテレビドラマ化した『リーサル・ウェポン』で主人公マーティン・リッグス役を演じた。

## 主な出演作品

### 映画
- ウォーク・トゥ・リメンバー A Walk To Remember (2002) - ディーン
- プール Swimfan (2002) - ジョシュ
- ママの遺したラヴソング A Love Song for Bobby Long (2004) - リー
- グレート・レイド 史上最大の作戦 The Great Raid (2005)
- スティール・シティ Steel City (2006)
- リストカッターズ Wristcutters: A Love Story (2006)
- Unknown/アンノウン Unknown (2006) - アンダーソン刑事
- オン・ザ・ドール On the Doll (2007)
- 俺たちプロボウラー 7-10 Split (2007)
- パーフェクト・ホスト 悪夢の晩餐会 The Perfect Host (2010) - ジョン・テイラー
- スモーキン・エース2 Smokin' Aces 2: Assassins' Ball (2010) - ゼーン・ベイカー ※ビデオ映画
- ギャングバスターズ The Baytown Outlaws (2012) - ブリック・ウーディ
- ブラッディ・ホワイト 白の襲撃者たち Convergence (2015) - ベンジャミン（ベン）
- スペクトル Spectral (2016) - トール軍曹

### テレビドラマ
- ロズウェル - 星の恋人たち Roswell (2001-2002) - ビリー・ダーデン
- CSI:科学捜査班 CSI: Crime Scene Investigation (2001, 2009) - チャズ
- THIEF/シーフ Thief (2006) ミニシリーズ
- ジェリコ 閉ざされた街 Jericho (2006-2008) - ミッチェル・キャファティー
- GEMINI DIVISION ジェミナイ・ディビジョン Gemini Division (2008)
- コールドケース 迷宮事件簿 Cold Case (2009)シーズン6第16話「ジャッカルズ」 - ダレン・マロイ
- 24 -TWENTY FOUR- 24 (2010) - ケビン・ウェイド
- ザ・グレイズ 〜フロリダ殺人事件簿 The Glades (2010-2011) - レイ・カーギル
- レバレッジ 〜詐欺師たちの流儀 Leverage (2009, 2012) - クイン
- JUSTIFIED 俺の正義 Justified (2012)
- 西海岸捜査ファイル グレイスランド Graceland (2013) - ドニー・バンクス
- Rectify (2013-2016)
- Rogue (2014)
- NCIS: ニューオーリンズ NCIS: New Orleans (2015) - ケイド・ラサール
- リーサル・ウェポン Lethal Weapon (2016-2018) - マーティン・リッグス